# Linkuva
Linkuva è una città della Lituania, situata nella contea di Šiauliai.